# Constituição da Áustria
A Constituição da Áustria (em alemão: Österreichische Bundesverfassung) é a lei suprema da Áustria ao nível federal. 
A sua base essencial é a lei fundamental Bundes-Verfassungsgesetz, promulgada em 1920 pelo Parlamento da Áustria e revista em 1929.
| “                                    | Österreich ist eine demokratische Republik. Ihr Recht geht vom Volk aus. | ” |
| — ARTIGO 1º, Constituição da Áustria |                                                                          |   |